# Ana Laura Portuondo-Isasi
Ana Laura Portuondo-Isasi (9 de marzo de 1996) es una deportista canadiense que compite en judo. Ganó dos medallas en el Campeonato Panamericano de Judo, bronce en 2014 y plata en 2024.

## Palmarés internacional
| Campeonato Panamericano | Campeonato Panamericano | Campeonato Panamericano | Campeonato Panamericano |
| Año                     | Lugar                   | Medalla                 | Categoría               |
| ----------------------- | ----------------------- | ----------------------- | ----------------------- |
| 2014                    | Guayaquil (Ecuador)     | Medalla de bronce       | –78 kg                  |
| 2024                    | Río de Janeiro (Brasil) | Medalla de plata        | +78 kg                  |